# Neptosternus thailandicus
Neptosternus thailandicus is een keversoort uit de familie waterroofkevers (Dytiscidae). De wetenschappelijke naam van de soort is voor het eerst geldig gepubliceerd in 1997 door Hendrich & Balke.